# Doxygen
Doxygen é um gerador de documentação para C++, C, Java, Objective-C, Python, IDL (CORBA e variações da Microsoft), Fortran, VHDL, PHP, C#, e, até certo ponto, D. Este programa roda em sistemas Unix-like, Mac OS X, e no Windows. A primeira versão do Doxygen foi emprestada de um código de uma velha versão do DOC++; Depois, o código do Doxygen foi reescrito por Dimitri Van Heesch.
Doxygen é uma ferramenta para geração de documentação e referências de códigos. A documentação é escrita utilizando código fonte e isto é realmente (incrivelmente) fácil.
KDE usa Doxygen para partes de sua documentação e KDevelop possui suporte nativo a isto.
Doxygen é distribuído sob termos da GNU General Public License. Doxygen é software livre.

## Uso
Da mesma forma que o Javadoc, o Doxygen extrai a documentação dos comentários do arquivo fonte. Além da sintaxe do Javadoc, o Doxygen suporta as marcações de documentação usadas no Qt toolkit e sua saída pode ser gerada em HTML, como também em CHM, RTF, PDF, LaTeX, PostScript ou man pages.

## Exemplo de código

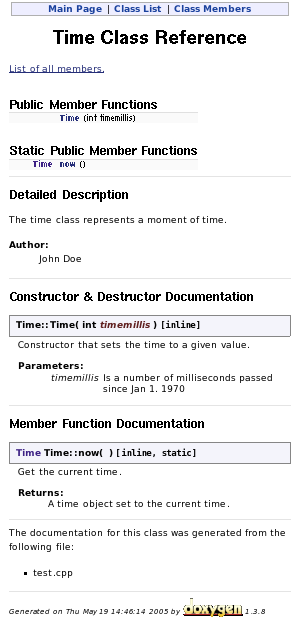
Uma captura de tela do que a saída se pareceria em HTML.

A sintaxe genérica dos comentários de documentação é rotular os comentários com dois asteriscos:
```
/**

 * <Uma curta linha de descrição>

 *

 * <Descrição maior>

 * <Pode criar múltiplas linhas ou parágrafos se quiser>

 *

 * @param  Descrição dos parâmetros de entrada de funções ou métodos

 * @param  ...

 * @return Descrição do valor de retorno

 */

```

O código seguinte ilustra como um arquivo fonte C++ pode ser documentado. Assegure-se de que o parâmetro EXTRACT_ALL no Doxyfile está configurado como YES.
```
/**

 * @file

 * @author  John Doe <jdoe@example.com>

 * @version 1.0

 *

 * @section LICENSE

 *

 * This program is free software; you can redistribute it and/or

 * modify it under the terms of the GNU General Public License as

 * published by the Free Software Foundation; either version 2 of

 * the License, or (at your option) any later version.

 * 

 * This program is distributed in the hope that it will be useful, but

 * WITHOUT ANY WARRANTY; without even the implied warranty of

 * MERCHANTABILITY or FITNESS FOR A PARTICULAR PURPOSE. See the GNU

 * General Public License for more details at

 * http://www.gnu.org/copyleft/gpl.html

 *

 * @section DESCRIPTION

 *

 * A classe Time representa um momento de tempo.

 */

class
 
Time
 
{

    
public
:

 

       
/**

        * Construtor que configura um objeto da classe Time com o tempo dado.

        * 

        * @param timemillis Número de milissegundos 

        *        passados desde 1 de janeiro de 1970.

        */

       
Time
 
(
int
 
timemillis
)
 
{

           
// código

       
}

 

       
/**

        * Get the current time.

        *

        * @return Um objeto Time configurado com o tempo atual.

        */

       
static
 
Time
 
now
 
()
 
{

           
// código

       
}

};

```

Uma abordagem alternativa que é preferida por muitos para documentação de parâmetros é mostrada abaixo. Esse exemplo irá produzir a mesma documentação.
```
       
/**

        * Construtor que configura um objeto da classe Time com o tempo dado.

        * 

        */

       
Time
 
(
int
 
timemillis
 
///< Número de milissegundos desde 1 de janeiro de 1970.

            
)
 

       
{

           
// the code

       
}

```

Marcações mais elaboradas também são possíveis.  Por exemplo, adicione equações usando comandos LaTeX:
```
/**

 *

 * Uma equação inline @f$ e^{\pi i}+1 = 0 @f$ 

 * 

 * A equação apresentada: @f[ e^{\pi i}+1 = 0 @f]

 *

 */

```